# چس رکوردز
چس رکوردز (انگلیسی: Chess Records) شرکت نشر موسیقی آمریکایی است، که در سال ۱۹۵۰ توسط لنرد چیس و فیل چیس تأسیس شد.